# Лісандро Магальян
Лісандро Магальян (ісп. Lisandro Magallán; нар. 27 вересня 1993, Ла-Плата) — аргентинський футболіст, захисник мексиканського клубу «УНАМ Пумас».
Виступав за олімпійську збірну Аргентини.

## Клубна кар'єра
Народився 27 вересня 1993 року в місті Ла-Плата. Вихованець футбольної школи клубу «Хімнасія і Есгріма». Дорослу футбольну кар'єру розпочав 2010 року в основній команді того ж клубу, в якій провів два сезони, взявши участь у 26 матчах чемпіонату. 
Згодом з 2012 по 2014 рік грав у складі команд клубів «Бока Хуніорс», один сезон (2013/14) був орендований клубом «Росаріо Сентраль».
До складу «Бока Хуніорс» повернувся 2014 року. Цього разу відіграв за команду з Буенос-Айреса наступні два сезони своєї ігрової кар'єри.
Протягом 2016 року на правах оренди захищав кольори команди клубу «Дефенса і Хустісія», після чого повернувся до «Бока Хуніорс», де почав отримувати постійний ігровий час.
2 січня 2019 року перейшов до амстердамського «Аякса». У Нідерландах був лише гравцем резерву і восени того ж року для підтримання ігрової практики був відданий в оренду до іспанського «Алавес». У вересні 2020 року також на орендних умовах приєднався до італійського «Кротоне», що після дворічної перерви повертався до Серії A і посилював склад перед стартом в елітному дивізіоні.
У серпні 2021 на правах оренди перейшов до бельгійського «Андерлехту».
У січні 2023 року перейшов до іспанського клубу «Ельче».
У липні того ж року перейшов до мексиканської команди «УНАМ Пумас».

## Виступи за збірні
Протягом 2013–2014 років залучався до складу молодіжної збірної Аргентини. На молодіжному рівні зіграв у 4 офіційних матчах.
2016 року захищав кольори олімпійської збірної Аргентини. У складі цієї команди провів 1 матч. У складі збірної — учасник футбольного турніру на Олімпійських іграх 2016 року у Ріо-де-Жанейро.

## Титули і досягнення
- Чемпіон Аргентини (3):

«Бока Хуніорс»: 2015, 2016-17, 2017-18
- Володар Кубка Аргентини (2):

«Бока Хуніорс»: 2011-12, 2014-15
- Володар Кубка Нідерландів (1):

«Аякс»: 2018-19
- Чемпіон Нідерландів (1):

«Аякс»: 2018-19
- Володар Суперкубка Нідерландів (1):

«Аякс»: 2019